# 시오바라정
시오바라정(塩原町)은 도치기현 북부에 위치했던 정이다. 니시나스노정의 통근율은 9.8%(2000년 인구 조사). 2005년 1월 1일, 인접한 구로이소시·나스 군 니시나스노 정과의 신설 합병에 의해 나스시오바라 시가 되었기 때문에 폐지했다.

## 역사
- 1889년 4월 1일 - 시오바라군 시오바라촌, 호키네촌이 성립하였다.
- 1919년 8월 1일 - 정으로 승격해 시오바라정이 되었다.
- 1956년 9월 1일 - 시오바라정, 호키네촌이 합병해 새로운 시오바라정이 되었다.
- 1982년 4월 1일 - 시오바라군에서 나스군으로 전속되었다.
- 2005년 1월 1일 - 구로이소시, 니시나스노정과 신설 합병으로 나스시오바라시가 되었다.

## 교통

### 도로
- 국도 제400호선